# مارانتا (سرده)
مارانتا (نام علمی: Maranta) نام یک سرده از تیره مارانتائیان است. همیشه‌سبز و کُندرشد با حدود بیست گونه که بومی نواحی گرمسیری مانند آسیای جنوب غربی و غرب هندوستان هستند؛ این گیاهان دارای زمین‌ساقه هستند که به‌طور طبیعی به شکل توده‌ای چندساله می‌روید؛ برگ‌های آنها غیرمنقسم است و دمبرگی غلافی دارد.